# Combat Zone
Combat Zone é uma produtora de filmes pornográficos americana sediada em Chatsworth, Califórnia.

## História
A Combat Zone foi fundada em janeiro de 2006 pelo diretor e produtor veterano da indústria Dion Giarrusso. Giarrusso é conhecido por ser também o co-fundador da Red Light District Video. A empresa é especializada em pornografia gonzo com atrizes que são novas na indústria. Entretanto, inicialmente Giarrusso garantiu nunca usar a mesma atriz duas vezes. Também trabalhou com estrelas estabelecidas como Bree Olson, Sasha Grey, Amy Reid e Lela Star.

## Prêmios e indicações

### AVN Awards
| Ano  | Categoria                           | Filme                           | Resultado |
| ---- | ----------------------------------- | ------------------------------- | --------- |
| 2010 | Best All-Sex Series                 | The Girl Next Door              | Indicado  |
| 2010 | Best Amateur Release                | Real Couples 2                  | Indicado  |
| 2010 | Best Ethnic Series, Black           | Black Iz Beautiful              | Indicado  |
| 2010 | Best Ethnic Series, Latin           | Smokin Hot Latinas              | Indicado  |
| 2009 | Best Ethnic Themed Release – Asian  | Authentic Sushi                 | Indicado  |
| 2009 | Best Ethnic Series, Latin           | Smokin Hot Latinas              | Indicado  |
| 2009 | Best Young Girl Release             | The Girl Next Door 6            | Indicado  |
| 2009 | Clever Title of the Year            | Bareback Mount Him              | Indicado  |
| 2009 | Best Pro-Am Release                 | Naughty Amateurs 4              | Indicado  |
| 2008 | Best Continuing Video Series        | The Girl Next Door              | Indicado  |
| 2008 | Best Foot Fetish Release            | These Feet Are Made for Fucking | Indicado  |
| 2008 | Best Oral-Themed Release            | Destination Tonsils             | Indicado  |
| 2008 | Best Specialty Release, Other Genre | Tippin Tha Scales               | Indicado  |
| 2007 | Best Ethnic-Themed Release – Asian  | Chow My Puntang                 | Indicado  |
| 2007 | Best Hard-Edged All-Sex Release     | Grand Slam                      | Indicado  |
| 2007 | Best Pro-Am Release                 | Virgins of the Screen           | Indicado  |
| 2007 | Best Specialty Release – Big Bust   | Bodacious Boobies               | Indicado  |
| 2007 | Best New Video Production Company   |                                 | Indicado  |

### AEBN VOD Awards
| Ano  | Categoria              | Filme                | Resultado |
| ---- | ---------------------- | -------------------- | --------- |
| 2009 | Best Transsexual Movie | Bareback Mount Him   | Indicado  |
| 2008 | Best Amateur Movie     | The Girl Next Door 5 | Indicado  |
| 2007 | Best Amateur Movie     | The Girl Next Door 2 | Indicado  |

### F.A.M.E. Awards
| Ano  | Categoria            | Filme              | Resultado |
| ---- | -------------------- | ------------------ | --------- |
| 2010 | Favorite Studio      |                    | Indicado  |
| 2009 | Favorite Studio      |                    | Indicado  |
| 2008 | Favorite Studio      |                    | Indicado  |
| 2007 | Favorite Gonzo Movie | The Girl Next Door | Indicado  |
| 2007 | Favorite Studio      |                    | Indicado  |

### Urban X Awards
| Ano  | Categoria                   | Filme                     | Resultado |
| ---- | --------------------------- | ------------------------- | --------- |
| 2009 | Best Release, Orgy/Gangbang | Nightmare On Black Street | Vendeu    |
| 2009 | Best BBW Release            | Pigs in a Blanket         | Indicado  |
| 2009 | Best BBW Series             | Tippin Tha Scales         | Indicado  |